# NGC 1437B
NGC 1437B је спирална галаксија у сазвежђу Еридан која се налази на NGC листи објеката дубоког неба.
Деклинација објекта је - 36° 21' 31" а ректасцензија 3h 45m 54,6s. Привидна величина (магнитуда) објекта NGC 1437 износи 13,1 а фотографска магнитуда 13,8. NGC 1437B је још познат и под ознакама ESO 358-61, MCG -6-9-29, IRAS 03440-3630, FCC 308, PGC 13794.